# Diekmeier
Diekmeier ist ein niederdeutscher Familienname. Der Name leitet sich ab vom Verwalter (Meier) eines Gutes (Meierhof), das an einem Deich (Dyk/Diek) gelegen ist.

## Varianten
- Diekmeier (Kreis Lippe/Landkreis Nienburg Weser)
- Dieckmeyer (Osnabrück)
- Diekmeyer (Landkreis Diepholz/Osnabrück)
- Dieckmeier (Landkreis Delitzsch)

## Namensträger
- Dennis Diekmeier (* 1989), deutscher Fußballspieler